# 호마베이현

호마베이현

호마베이현(Homa Bay County)은 케냐를 구성하는 47개 현 가운데 하나로 현도는 호마베이이며 면적은 3,154.7km2, 인구는 963,794명(2009년 기준)이다. 2013년에 실시된 행정 구역 개편에 따라 니안자주에서 분리되어 신설되었다. 남쪽으로는 미고리현, 키시현, 니아미라현, 동쪽으로는 케리초현, 북쪽으로는 키수무현과 접한다.

## 같이 보기
- 미고리현
- 키시현
- 니아미라현
- 케리초현
- 키수무현
- 시아야현
- 빅토리아호